# Корочанський район
Коро́чанський райо́н (рос. Корочанский район) — адміністративна одиниця Росії, Бєлгородська область. До складу району входять 1 міське і 22 сільських поселення.

## Географія
Район розташовано на північному сході області, межує: Бєлгородським, Губкінським, Новооскольським, Старооскольським, Чорнянським, Шебекинським, Яковлевським. Площа району — 1417 км². Річки: Розумна.

## Історія
Корочанський район утворено 30 липня 1928 року у складі Бєлгородського округу Центрально-Чорноземної області. До нього увійшла частина території колишнього Корочанського повіту Курської губернії. З 13 червня 1934 року район у складі Курської області, з 6 січня 1954 року — у складі Бєлгородської. 1 лютого 1963 було утворено Корочанський сільський район, до складу якого увійшло місто Короча.

## Адміністративний поділ
- міське поселення місто Короча
- Олексіївське сільське поселення
- Анновське сільське поселення
- Афанасівське сільське поселення
- Бехтеєвське сільське поселення
- Великохаланське сільське поселення
- Бубнівське сільське поселення
- Жигайлівське сільське поселення
- Заяченське сільське поселення
- Коротківське сільське поселення
- Кощеєвське сільське поселення
- Ломовське сільське поселення
- Меліховське сільське поселення
- Новослобідське сільське поселення
- Плосківське сільська поселення
- Плотавецьке сільське поселення
- Погорілівське сільське поселення
- Попівське сільське поселення
- Проходенське сільське поселення
- Соколовське сільське поселення
- Шеїнське сільське поселення
- Шляховське сільське поселення
- Яблоновське сільське поселення